# Porvooi országgyűlés

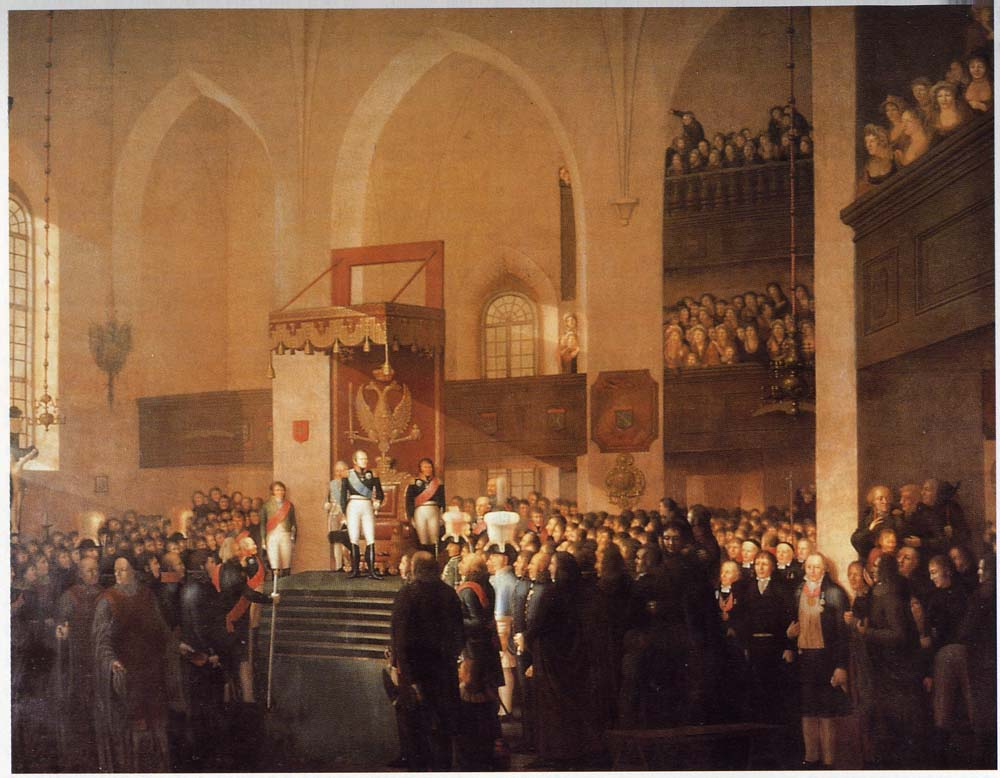
I. Sándor orosz cár megnyitja az országgyűlést (Emanuel Thelning festménye)

A poorvoi országgyűlés (finnül: Porvoon maapäivät vagy Porvoon valtiopäivä, svédül: Borgå landtdag) egy 1809 márciusa és júliusa között, I. Sándor orosz cár elnökletével megtartott országgyűlés volt a mai Finnországban található Porvoo városában. Az országgyűlés keretében a meghívott négy finn rend (nemesség, papság, polgárság és parasztság) hűségesküt tett a cárnak, aki szintén esküt tett a rendek előtt, hogy fenntartja a korábbi jogrendet, az evangélikus vallást és a rendi privilégiumokat, ezáltal perszonáluniót létrehozva a megalakuló Finn Nagyhercegség és Orosz Birodalom között, mely az utóbbi 1917-es bukásáig állt fenn.

## Előzmények
Az 1806-1807. között, I. Napóleon francia császár ellen vívott ún. negyedik koalíciós háború a tilsiti béke aláírásával ért véget, melynek egyik legfontosabb eredménye az addig egymással ellenséges Francia-és Orosz Birodalom közötti katonai szövetség megkötése és a két nagyhatalom érdekszféráinak egyeztetése volt. Napóleon sikeresen meggyőzte I. Sándor orosz cárt a Nagy-Britannia elleni kontinentális zárlathoz való csatlakozásról, és hogy külpolitikai törekvéseit elsősorban az Oszmán Birodalom és Svédország gyengítésére fordítsa. Ezzel a cár gyakorlatilag szabad kezet kapott arra, hogy egy hódító hadjárat keretében elfoglalja az ekkor még svéd uralom alatt lévő finn területeket. Az orosz támadás 1808. február 21-én indult meg a finn területek ellen, a belső ellentétek és a gondatlan katonai vezetés következtében a svéd erők visszavonulásra kényszerültek. 1808. március 20-án az orosz cár manifesztumában hirdette ki a finn területek elfoglalását („...Mi fegyvereink által lett meghódítva, s amelyet mi mostantól az Orosz Birodalommal örökre egyesítünk...”), májusban szinte harc nélkül az oroszok kezére került Sveaborg (a mai Suomenlinna). Ennek ellenére a támadó hadműveletek elhúzódtak, melynek egyik oka a megszállók elleni parasztfelkelések sorozata volt Dél-Pohjanmaaban, az Åland-szigeteken és Észak-Karjalában, melyek jelentős katonai erőket kötöttek le.
A finn ellenállás olyan tényező volt, melyet a cár nem hagyhatott figyelmen kívül, ezért igyekezett megteremteni a megszállt területek stabilitásának feltételeit, amiben segítségére voltak olyan Oroszországba szökött finn függetlenségpárti politikusok is, mint Georg Magnus Sprengtporten. Sprengtporten még március 30-án kérte írásában a cártól, hogy teljesítse a finnek azon óhaját, hogy biztosítsa számukra a saját országgyűlés és kormányzati autonómia jogait, mely kérését az elkövetkező hónapokban is többször megismételte mondván, hogy csak ezáltal lehet „...stabilizálni az elfoglalt területek lakosságának lojalitását”. Ezen szempontok is nyomot hagytak már az uralkodó Június 5-én kiadott manifesztumában, melynek a területek pacifikálásának előmozdítása volt a fő célja. Ebben a cár immár az elfoglalt területekre mint „Finn Nagyhercegségre” hivatkozott, alattvalóinak a birodalom többi népével azonos jogokat kínált, felvirágzást és védelmet ígért. Ezen nyilatkozata mellett a cár nem sokkal később bejelentette, hogy egy küldöttség Szentpétervárra való küldését kéri a finn rendektől, amelynek tagjai mind a négy rendet kell hogy képviseljék. A Carl Erik Mannerheim vezette küldöttség 1808 novemberében érkezett meg az orosz fővárosba, tagjai a cárral való találkozásuk alkalmával igyekeztek hangoztatni, hogy nincs felhatalmazásuk arra, hogy a rendi parlament képviseletében járjanak el, de I. Sándor biztosította őket, hogy a lehető legrövidebb időn belül hajlandó összehívni a finn országgyűlést.

## Az országgyűlés lefolyása, eredményei

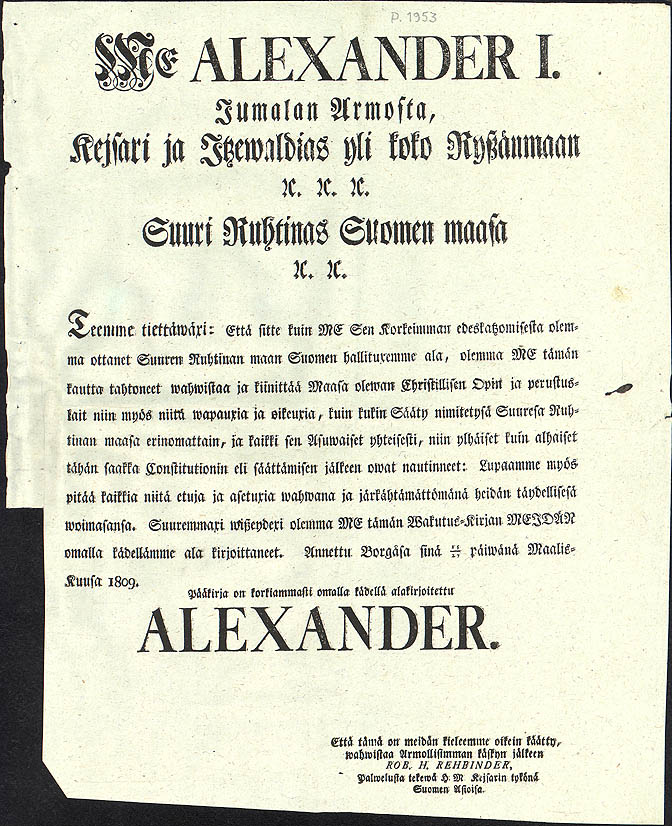
I. Sándor 1809. március 27-én elmondott beszédjének nyomtatott példánya

I. Sándor 1809. január 20-án kelt utasításában a stockholmi országgyűlés finn rendjeit a porvooi székesegyházba hívta, ahova országgyűlést hívott össze "az ország alkotmányának megfelelően", megszervezését Sprengtportenre bízta, akit még 1808. december 1-én Finnország főkormányzójává nevezett ki. A helyszín kiválasztásában szerepet játszottak többek közt a még mindig zajló harctéri összecsapások, melynek következtében az orosz határtól messze fekvő Turku és Hämeenlinna városai nem jöhettek szóba, ahogyan a mai Helsinki városa sem, melyet az országgyűlést megelőző évben súlyos tűzvész sújtott. Ezzel szemben a döntően svéd lakosságú Porvoo (svédül Borgå) viszonylag közel feküdt az orosz határhoz, az ülések számára reprezentatív tárgyalótermeket tudott biztosítani, továbbá a városi székesegyház és a gimnázium épülete alkalmasak voltak konferenciák megtartására. Az országgyűlés menetét úgy szerkesztették meg, hogy a programok a püspöki székesegyház és a tanintézmény között oszoljanak meg.
A rendek képviselői 1809. február 1-én kapták meg hivatalos meghívójukat a porvooi rendi parlamentre. Az országgyűlés munkájában összesen 134 rendi képviselő vett részt, de mindegyikük nem volt jelen a tárgyalások egész időtartama alatt. A képviselők magánlakásokban kerültek elhelyezésre, összesen nyolcvanhét házban, melyekben 43 nagyobb terem és 164 szoba állt a rendelkezésükre. I. Sándor cár 1809. február 27. reggelén érkezett meg népes kíséretével a városba, akit díszsortűz-, harangzúgás-és a város előkelő polgárai köszöntöttek. Az országgyűlés munkája 1809. március 28-án kezdődött meg a székesegyházban megtartott ünnepélyes protestáns istentiszteletet követően, melyen maga a cár is részt vett, aki az imádságokat követően a gimnázium egyik tantermében elmondott rövid üdvözlőbeszédjével megnyitotta az országgyűlés munkáját. Másnap a székesegyházban sor került az uralkodó, majd a megjelent rendek esküjére. A cár utasítására Sprengtporten olvasta fel svédül a cár esküjét tartalmazó fogadalmi okmányt, melyben az uralkodó ígéretet tett az alkotmány és az alaptörvények rendelkezéseinek megtartására és elismerte a rendek politikai létezését. A cár fogadalmát a rendek esküje követte.Az előző napon kiadott, majd áprilisban megerősített manifesztuma értelmében a cár megerősítette a Finn Nagyhercegség jogait, amelyek a III. Gusztáv svéd király által 1772-ben megalkotott alkotmányon nyugodtak. Ennek értelmében megtartja a korábbi jogrendet, az evangélikus vallást és a rendi privilégiumokat. Szintén ezen az országgyűlésen nyújtották be véleményezésre az ún. kormányzati tanács (hallituskonselji) működési szabályzatát, mely a Finn Nagyhercegség legfelsőbb kormányzati szerveként funkcionált (1816-tól szenátus – senatii). Az országgyűlés zárónapján, 1809. július 19-én elmondott beszédében a cár úgy beszélt a finn népről, mely „mostantól fogva a nemzetek rangjára emeltetett, és saját törvényei szerint kormányozzák...”.
Az országgyűlés lezajlásának idején még folytak a svéd-orosz küzdelmek, ezért a tanácskozások során elfogadott finn alkotmányt és a kialakuló államszervezetet a nemzetközi jog szempontjából még nem lehetett megszilárdultnak tekinteni, az csak a háborút befejező békeszerződés után vált teljes mértékben elfogadottá. A Finn Nagyhercegség végleges határait az orosz–svéd háborút lezáró haminai vagy fredrikshammi béke rendezte. A békeszerződés értelmében a svéd uralkodó elismerte a finn területeken végbement változásokat, a békeszerződésben jelzett provinciákat az Orosz Birodalom részeként ismerte el, azokra nem tart igényt és soha vissza nem követeli, továbbá a volt alattvalóit feloldozta a svéd koronára tett hűségesküjük alól. A svéd–finn határt a Muonio- és Tornio-folyók között jelölték ki, az addig Svédországhoz tartozó Åland-szigetek szintén finn birtokba kerültek.

## Résztvevők
Az I. Sándor által összehívott porvooi országgyűlésre az uralkodó a korábban a stockholmi országgyűlésen részt vevő finn képviselőket hívta meg, akik négy rendbe (nemesség, papság, polgárság és parasztság) tömörültek.
- hetvenöt képviselővel jelent meg a finn nemesség, vezetőjük (Lantmarskalk) Robert Wilhelm de Geer gróf volt
- nyolc képviselővel jelent meg a papság, vezetőjük Turku lutheránus püspöke, Jakob Tengström volt
- a polgárság húsz képviselővel vett részt az országgyűlésen, szószólójuk a szintén turkui kereskedő, Kristian Trapp volt
- harmincegy képviselővel jelent meg a parasztság rendje Pehr Klockars vezetésével

A finn nemesség kétszázöt családjából százharminc pénzügyi okokból vagy az új hatalommal szembeni óvatosságból nem vett részt az országgyűlés munkájában, a résztvevő nemesek közül is hatvanan csak a megnyitó ünnepséget követően csatlakoztak a tanácskozáshoz. Többségük (ötvenhét fő) tiszt volt, sokan nyugállományúak, akik az 1780-as-és 1790-es években fejezték be az aktív szolgálatukat a Svéd Királyi Hadseregben, és vonultak vissza birtokaikra. A tisztek közül tízen az ún. Anjalai Szövetség (svédül Anjalaförbundet, finnül Anjalan liitto) tagjai voltak. A polgárság képviselőit többségében kereskedők alkották.

## Emlékezete
- 1959-ben a rendi gyűlés 150. évfordulóján a finn posta emlékbélyeget adott ki az esemény emlékére.[21]
- 2009-ben a finn állam „Finnország autonómiájának 200. évfordulója” alkalmából 2 eurós emlékérmet bocsátott ki, amin a székesegyház homlokzata látható, fölötte az „1809”-es évszámmal.[22]
- Az országgyűléshez egy romantikus történet is kapcsolódik. A parlament megnyitó ünnepségéhez táncmulatság is tartozott, ahol egy nemes hölgy, Ulrika Möllersvärd együtt táncolt a fiatal cárral, és a legenda szerint románc alakult ki közöttük.[23] A történet tovább élt a helyi szájhagyományban, számos irodalmi művet és filmet ihletett meg. A történet szolgál alapjául Mika Waltari Tanssi yli hautojen című regényének, melyből 1950-ben film is készült.[24]